# 폴 오닐 (기업인)
폴 헨리 오닐(영어: Paul Henry O'Neill, 1935년 12월 4일~2020년 4월 18일)은 조지 W. 부시 행정부에서 2001년 1월부터 2002년 12월까지 제72대 미국 재무부 장관을 지낸 미국의 사업가이자 정부 관리였다. 장관 재임 전 대기업 알코아의 회장 겸 CEO였으며 랜드 연구소의 회장이기도 했다.

## 이력
오닐은 미국 행정부 입부 전, 세계 최대의 알루미늄 회사 중 하나인 알코아에서 13년 동안 재직하였다.

### 미국 재무장관 (2001~2002년)
2000년 12월, 조지 W. 부시 미국 대통령 당선자는 재무장관에 오닐을 지명하여 부시 내각 초대 재무장관을 맡았다. 부시 대통령은 과감한 감세를 추진하였으나, 그는 재정 적자를 억제하는 조건에서 감세를 단행해야 한다는 입장을 보여 잦은 불화를 낳았던 것으로 전해진다. 23개월 재임 끝에 2002년 12월, 장관직에서 경질되었다.